# ناحیه اوماها، شهرستان گالاتین، ایلینوی
ناحیه اوماها (به انگلیسی: Omaha Township) یک منطقهٔ مسکونی در ایالات متحده آمریکا است که در شهرستان گالاتین، ایلینوی واقع شده‌است. ناحیه اوماها ۱۱۳ متر بالاتر از سطح دریا واقع شده‌است.